# Amblyseius neocrotalariae
Amblyseius neocrotalariae är en spindeldjursart som beskrevs av Gupta 1978. Amblyseius neocrotalariae ingår i släktet Amblyseius och familjen Phytoseiidae. Inga underarter finns listade i Catalogue of Life.